# Paul Schröder (Mediziner, 1873)
Ferdinand Gottlob Paul Schröder, auch Schroeder, (* 19. Mai 1873 in Berlin; † 7. Juni 1941 in Leipzig) war ein deutscher Psychiater, Neurologe und Hochschullehrer.
Paul Schröder studierte von 1891 bis 1896 in Berlin und Graz Medizin. 1897 wurde er in Berlin promoviert und 1905 in Breslau habilitiert. Bis 1909 war er Privatdozent, danach bis 1912 außerordentlicher Professor für Psychiatrie und Neurologie in Breslau. Von 1912 bis 1925 war Schroeder ordentlicher Professor in Greifswald sowie Direktor der Psychiatrischen und Nervenklinik. Während des Ersten Weltkrieges war er Rektor der Universität.
Von 1925 bis zu seiner Emeritierung 1938 war er an der Universität Leipzig Ordinarius für Psychiatrie und Neurologie sowie Direktor der Psychiatrischen und Nervenklinik und von 1932 bis 1933 Dekan der Medizinischen Fakultät.
Zur Zeit des Nationalsozialismus war Schröder ab 1934 Richter am Erbgesundheitsgericht. Im Zweiten Weltkrieg leitete er kommissarisch die Psychiatrische und Nervenklinik der Universität Halle/Saale. „Das Konzept, auch sog. Minderwertige heilpädagogisch zu behandeln, wurde ab 1933 von dem von Gregor, Villinger und Schröder über viele Jahre propagierten Konzept der Ausgrenzung von Nichterziehbaren abgelöst. Hilfsschule sollte Leistungsschule werden – keine heilpädagogische Einrichtung.“
Ab 1935 war Schröder im Beirat der Gesellschaft Deutscher Neurologen und Psychiater. 1939/1940 war er Gründer und dann auch Vorsitzender der Deutschen Gesellschaft für Kinderpsychiatrie und Heilpädagogik. Er war Präsident der Internationalen Gesellschaft für Kinderpsychiatrie und seit 1923 Mitglied der Leopoldina.
Bis 1924 gehörte er der DNVP an und danach dem Stahlhelm.

## Schriften
- Einführung in die Histologie und Histopathologie des Nervensystems. Jena 1908
- Geistesstörungen nach Kopfverletzungen. Für Neurologen und Chirurgen. Stuttgart 1915
- Stimmungen und Verstimmungen. Leipzig 1930
- Kindliche Charaktere und ihre Abartigkeiten. Breslau 1931
- Ideengehalt und Psychologie des Kommunismus. Leipzig 1939